# جوك جيلفيلان
جوك جيلفيلان (بالإنجليزية: Jock Gilfillan)‏ (29 سبتمبر 1898 في المملكة المتحدة - 1976) هو لاعب كرة قدم بريطاني (وحمل سابقاً جنسية المملكة المتحدة لبريطانيا العظمى وأيرلندا) في مركز حراسة المرمى. لعب مع كوينز بارك رينجرز ونادي بورتسموث ونادي ليتون أورينت وهارت أوف ميدلوثيان ونادي إيست فيف.